# ینس آدلر
ینس آدلر (به آلمانی: Jens Adler) بازیکن فوتبال و دروازه‌بان اهل آلمان شرقی بود که از سال ۱۹۹۰ میلادی عضو تیم ملی فوتبال آلمان شرقی بوده‌است. وی در ۱ بازی ملی حضور داشته و در بازی‌های ملی‌اش گلی به ثمر نرساند. ینس آدلر آخرین بازی ملی خود را در سال ۱۹۹۰ میلادی انجام داد.